# Sulo Nurmela
Sulo Nurmela (n. 13 februarie 1908, Miehikkälä, Marele Principat al Finlandei, Imperiul Rus – d. 13 august 1999, Hamina, Etelä-Suomen lääni, Finlanda) a fost un schior de fond ce a reprezentat Finlanda, medaliat olimpic. A participat la o ediție a Jocurilor Olimpice (1936) în care a câștigat o medalie de aur.

## Participări
Lista de mai jos prezintă principalele competiții la care a participat Sulo Nurmela de-a lungul carierei.
- cross-country skiing at the 1936 Winter Olympics – men's 4 × 10 km relay[*]